# Hemerotrecha nevadensis
Hemerotrecha nevadensis är en spindeldjursart som beskrevs av Muma 1951. Hemerotrecha nevadensis ingår i släktet Hemerotrecha och familjen Eremobatidae. Inga underarter finns listade i Catalogue of Life.